# Manfred Luda

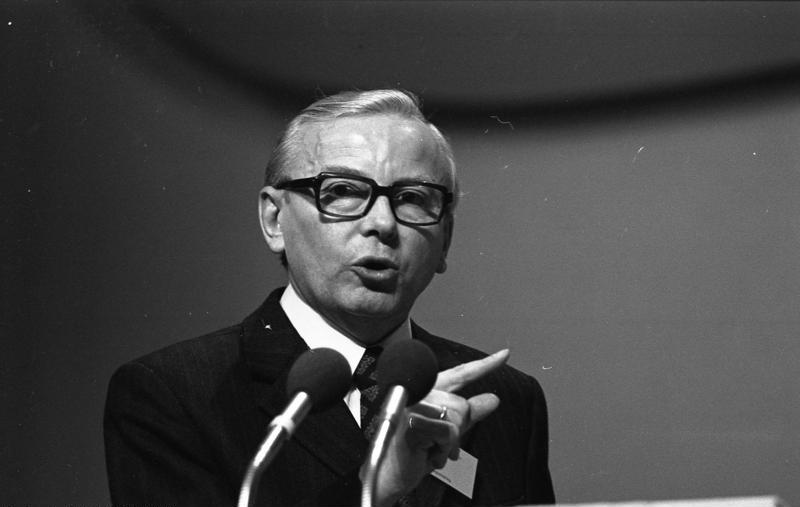
Luda auf dem CDU-Bundesparteitag 1973

Manfred Luda (* 8. Juni 1921 in Schweidnitz; † 24. November 2014 in Meinerzhagen) war ein deutscher Jurist und Politiker (CDU).

## Leben und Beruf
Luda wurde in Schlesien geboren und wuchs in Westfalen auf. Nach dem Besuch der Volks- und Oberschule in Lüdenscheid sowie dem Abitur 1939 am dortigen Zeppelin-Gymnasium studierte er Volkswirtschaft und Rechtswissenschaften an den Universitäten Göttingen und Bonn. Er musste das Studium jedoch nach der ersten juristischen Staatsprüfung unterbrechen und nahm von 1941 bis 1945 als Soldat am Zweiten Weltkrieg teil, zuletzt als Leutnant der Reserve.
Nach dem Kriegsende setzte Luda das Studium fort und beendete es 1948 mit der zweiten juristischen Staatsprüfung. Er war seit 1950 Rechtsanwalt in Lüdenscheid und wurde 1952 Rechtsanwalt in Meinerzhagen. 1955 promovierte er in Köln zum Dr. jur. und 1958 wurde er zum Notar ernannt.

## Partei
Luda schloss sich 1949 der CDU an, war stellvertretender Kreisvorsitzender der CDU Altena-Lüdenscheid und Mitglied des Landesvorstands der CDU Westfalen-Lippe.

## Abgeordneter
Luda war 1952/53 Ratsmitglied der Stadt Lüdenscheid und dort Vorsitzender der CDU-Fraktion. Von 1956 bis 1964 war er Kreistagsmitglied des Landkreises Altena und hatte dort ebenfalls den Vorsitz über die CDU-Fraktion inne. 1964 wurde er in den Rat der Stadt Meinerzhagen gewählt.
Dem Deutschen Bundestag gehörte er von 1961 bis 1980 an. Er war stets über die Landesliste der CDU Nordrhein-Westfalen ins Parlament eingezogen.

## Werke
- Mitbestimmung durch leistungsbezogene Erfolgsbeteiligung – Das System Fuchs, 1968
- Märkisch-Bergische Gemeinsamkeiten zwischen Wipper und Agger, 1993
- Kleve-Mark unter den großen Kurfürsten – Ein Beitrag zur Vorgeschichte des Landes Nordrhein-Westfalen, 1996, ISBN 3-922885-84-5
- Zur Geburtsstunde des Parlamentarismus: Abgeordnete aus der Grafschaft Mark in stürmischer Zeit (1848–1849), 1998, ISBN 3-933519-04-7
- Die Tradition der staatlichen Selbstverwaltung in Westfalen und die staatlichen Mittelinstanzen. - In: Heimatpflege in Westfalen, 19. Jg., 2006, H. 6. - S. 1–6